# 蘇哈切岩
62°19′25.3″S 59°42′35″W / 62.323694°S 59.70972°W
蘇哈切岩（Suhache Rock），是南極洲的岩石，位於南設得蘭群島的羅伯特島西北岸，處於海伍德島以西0.42公里、羅戈曾島以北0.85公里和波特梅斯岩以東1.64公里，長0.27公里、寬0.05公里，以保加利亞北部城鎮命名，現時由南極條約體系管理。